# Olszanka (obwód tarnopolski)
Olszanka (ukr. Вільшанка, Wilszanka) – wieś na Ukrainie, w  obwodzie tarnopolskim, w rejonie tarnopolskim.
Do 2020 w rejonie zborowskim.